# Distrito de Ostrów Wielkopolski
El distrito de Ostrów Wielkopolski (en polaco: powiat ostrowski) es una unidad de administración y gobierno local (powiat) en el Voivodato de Gran Polonia, en el centro oeste de Polonia. Se formó el 1 de enero de 1999, como resultado de las reformas en el gobierno local hechas en Polonia en 1998. La capital administrativa es la ciudad de Ostrów Wielkopolski, que se encuentra a 100 kilómetros al sureste de la capital regional Poznań. El distrito tiene otras tres ciudades llamadas: Nowe Skalmierzyce, a 22 kilómetros al este de Ostrów Wielkopolski, Odolanów a 10 kilómetros al sur de Ostrów Wielkopolski, y Raszków, a 8 kilómetros al norte de Ostrów Wielkopolski.
El distrito tiene una superficie de 1160.65 km². En 2006 su población fue de 158.407 habitantes, de los cuales en la capital, Ostrów Wielkopolski, se contabilizan 72.577, en Nowe Skalmierzyce 5.080, en Odolanów 4.960, en Raszków 2.037, y la población rural ascendía a 73.753 habitantes.

## Distritos contiguos
Ostrów Wielkopolski está rodeado por el distrito de Pleszew al norte, la ciudad de Kalisz y el distrito de Kalisz al este, el distrito de Ostrzeszów al sureste, el distrito de Oleśnica al sureste y el distrito de Milicz y el distrito de Krotoszyn al este.

## División administrativa
El distrito se divide en ocho municipios (gminas) (uno urbana, tres urbano-rurales y cuatro rurales). A continuación se recogen en la siguiente tabla, en orden descendiente de población.
| Gmina                                | Tipo         | Área (km²) | Población (2006) | Capital                                 |
| Ostrów Wielkopolski                  | urbano       | 42,4       | 72.577           |                                         |
| Gmina de Ostrów Wielkopolski         | rural        | 207,0      | 17.969           | Ostrów Wielkopolski *                   |
| Gmina de Nowe Skalmierzyce           | urbana-rural | 125,7      | 15.169           | Skalmierzyce, Voivodato de Gran Polonia |
| Gmina de Odolanów                    | urbana-rural | 136.0      | 13,867           | Odolanów                                |
| Gmina de Przygodzice                 | rural        | 163.5      | 11,320           | Przygodzice                             |
| Gmina de Raszków                     | urbana-rural | 134.5      | 11,275           | Raszków                                 |
| Gmina de Sieroszewice                | rural        | 163.5      | 9,605            | Sieroszewice                            |
| Gmina de Sośnie                      | rural        | 187.5      | 6,625            | Sośnie                                  |
| * La capital no es parte de la gmina |              |            |                  |                                         |

## Galería

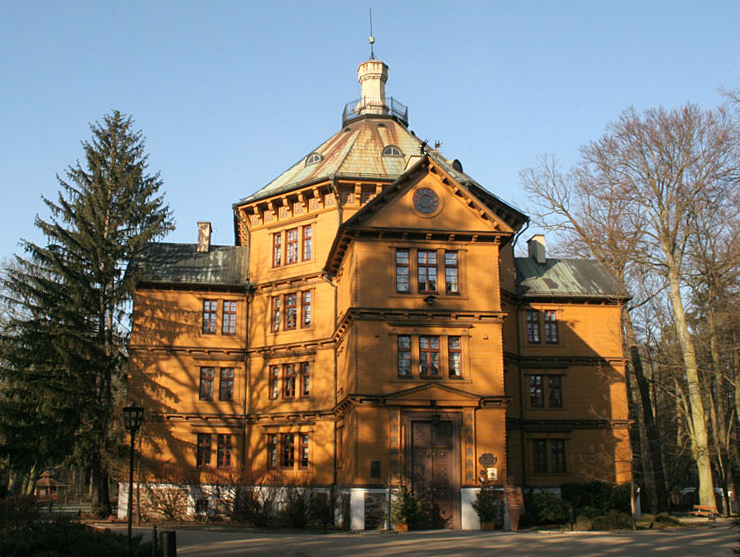
Palacio de Antoninie
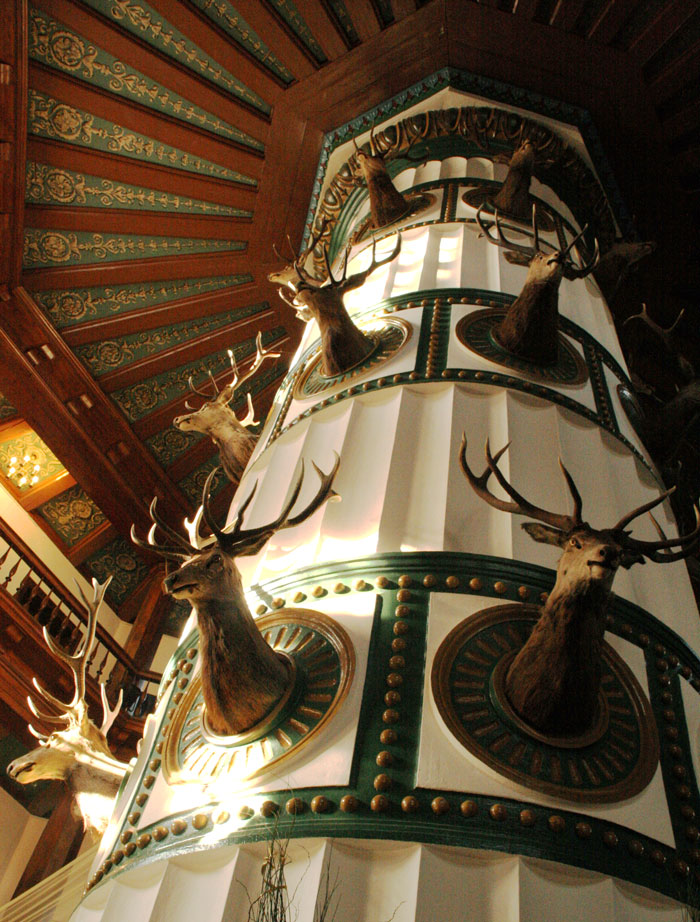
Antoninie
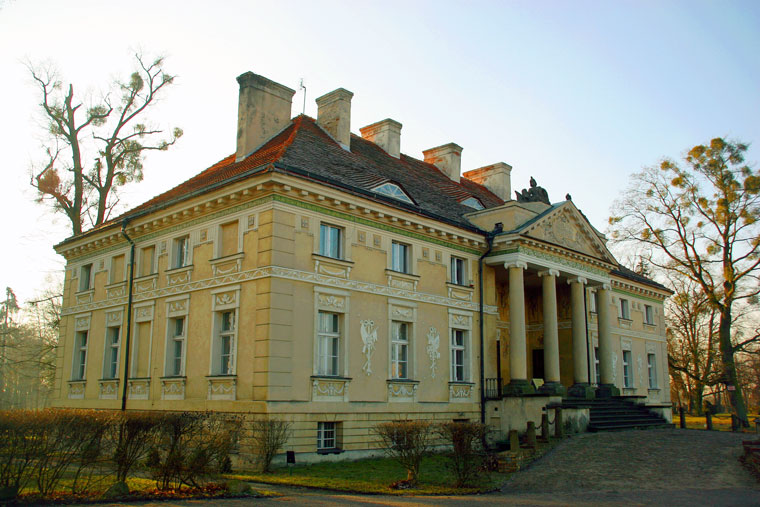
Palacio de Lewkowie
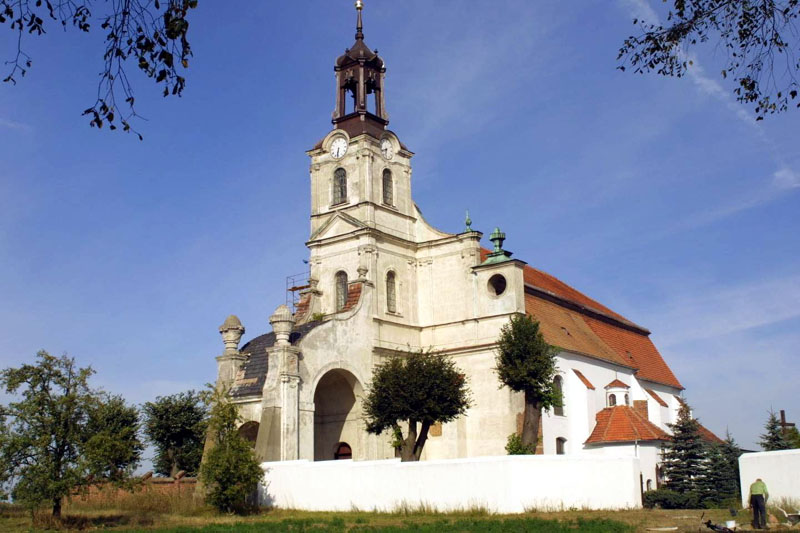
Ołoboku
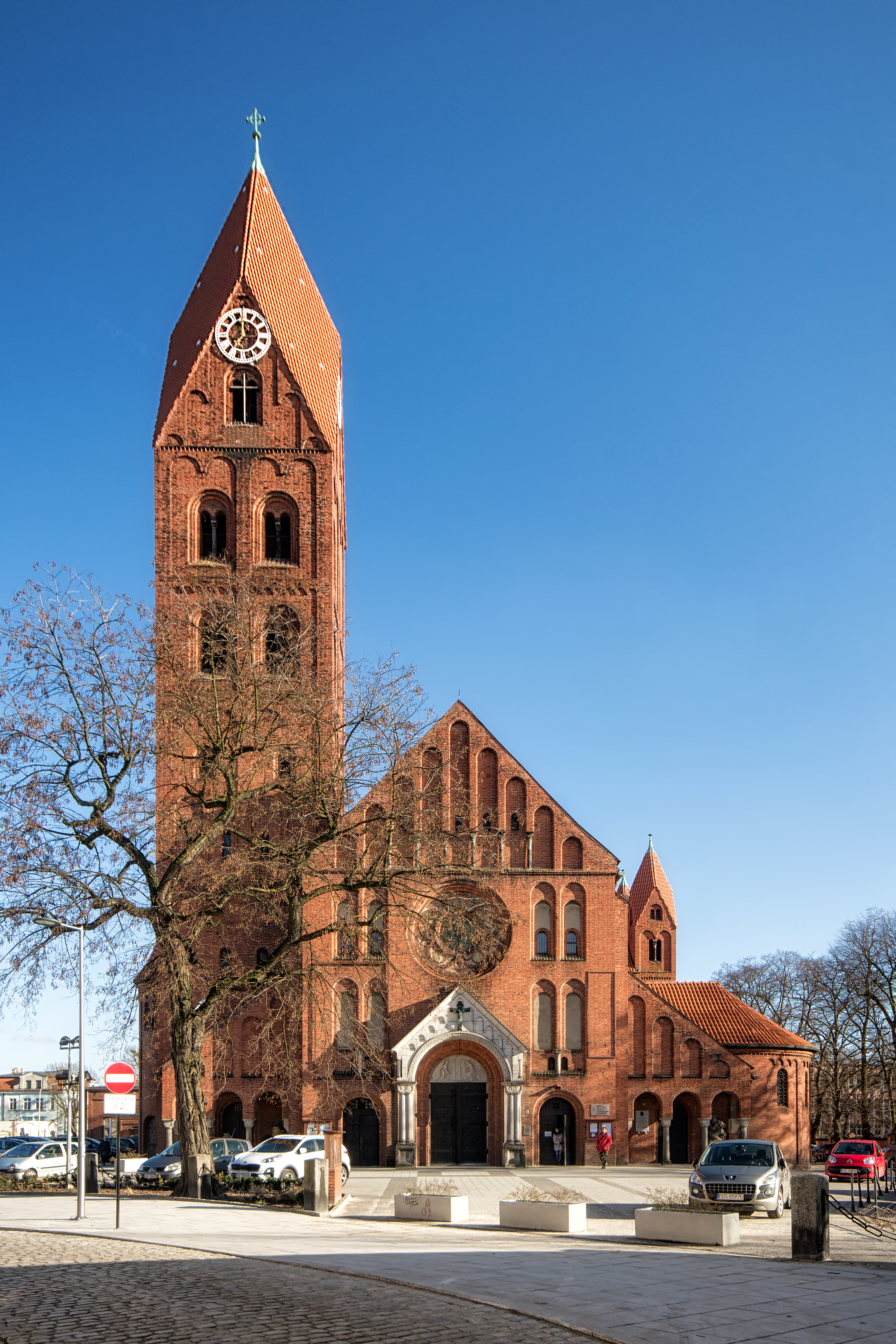
Concatedral de Ostrow
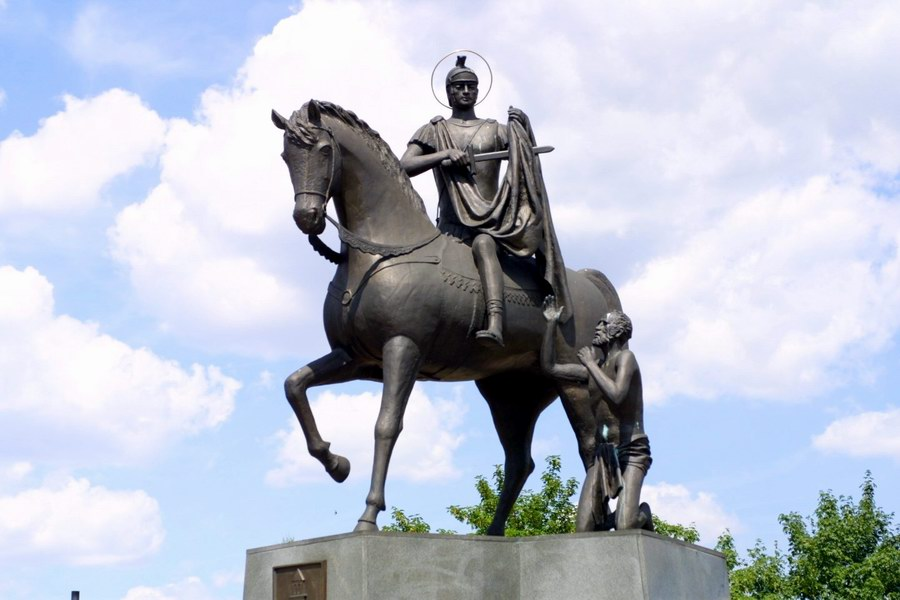
Odolanowie
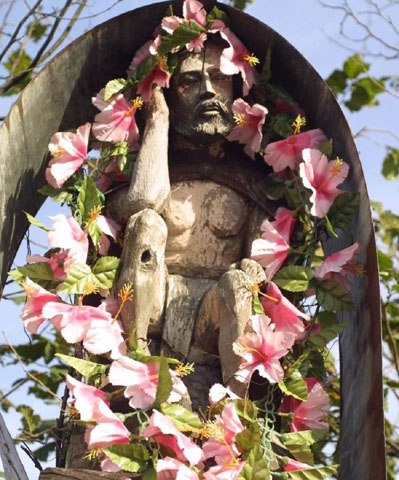
Ołoboku
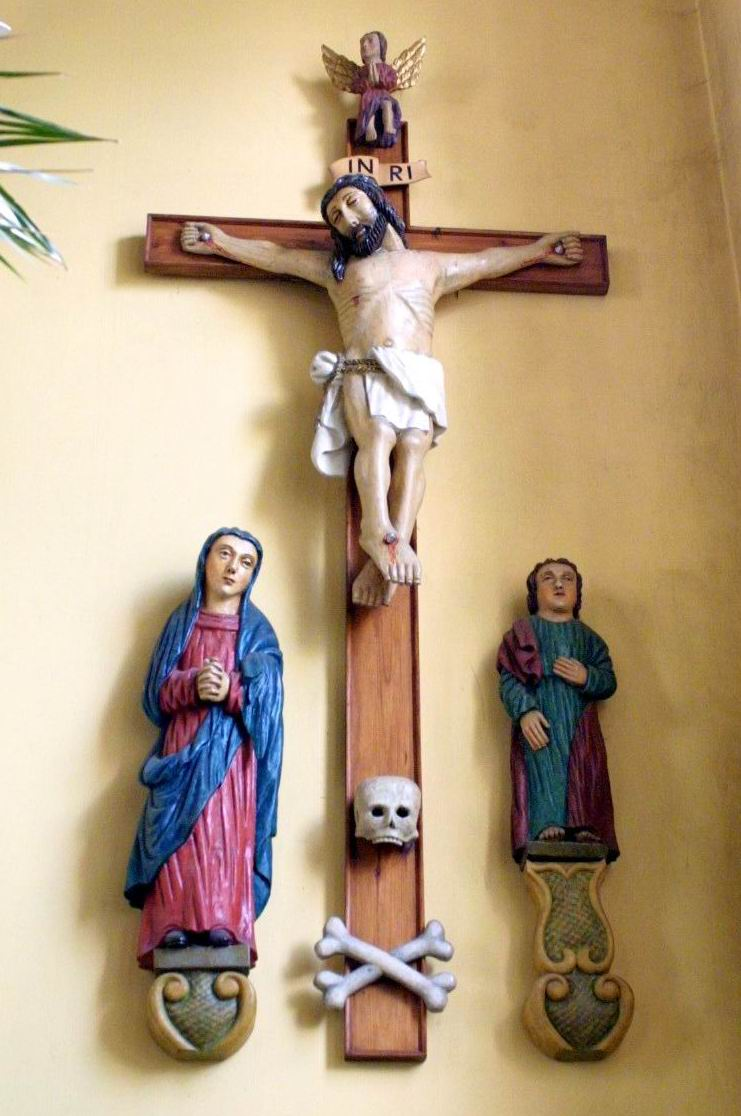
Odolanowie
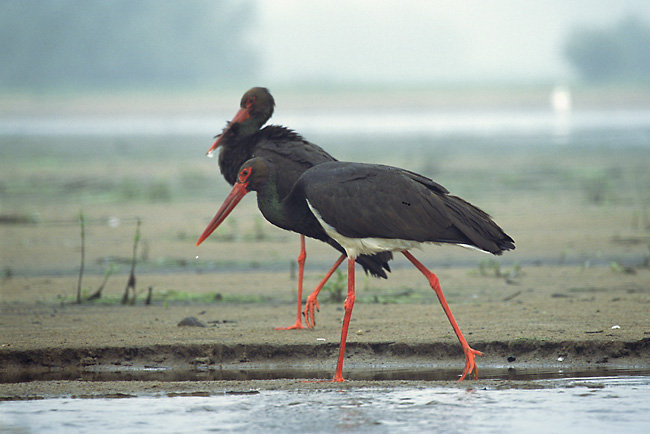
Lasach Antonińskich